# Eclissi solare dell'8 settembre 1885
L'eclissi solare dell'8 settembre 1885 è un evento astronomico che ha avuto luogo il suddetto giorno attorno alle ore 20.51 UTC.
L'eclissi, di tipo totale, è stata visibile in alcune parti dell'Oceania (Nuova Zelanda).

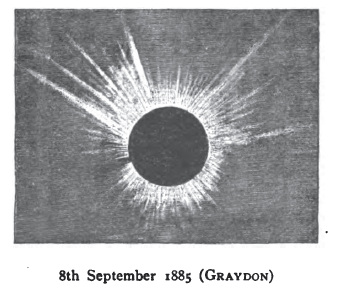
impressione dell'evento dell'8 settembre 1885

La durata della fase massima dell'eclissi è stata di 2 minuti e 31 secondi e l'ombra lunare sulla superficie terrestre raggiunse una larghezza di 211 km.
L'eclissi dell'8 settembre 1885 divenne la seconda eclissi solare nel 1885 e la 207ª nel XIX secolo. La precedente eclissi solare avvenne il 16 marzo 1885, la seguente il 5 marzo 1886.

## Eclissi correlate

### Ciclo di Saros 123
Questa eclissi è un membro di una serie semestrale. Un'eclissi in una serie semestrale di eclissi solari si ripete approssimativamente ogni 177 giorni e 4 ore (un semestre) in nodi alternati dell'orbita della Luna.